# Panneau diagrammatique de signalisation en France
Le panneau diagrammatique D42 est un panneau de présignalisation de carrefour complexe en France. Il a vocation à informer l’usager des différentes directions qu’il peut emprunter dans le prochain carrefour qu’il va rencontrer.
Bien que la présignalisation ait pour objet essentiel d'annoncer des directions, elle peut exceptionnellement comporter l'annonce d'un danger ou d'une interdiction, par la reproduction réduite d'un panneau approprié, notamment lorsque la disposition des lieux ne permet pas de placer un signal avancé dans les conditions réglementaires. La photo ci-après en est une illustration.

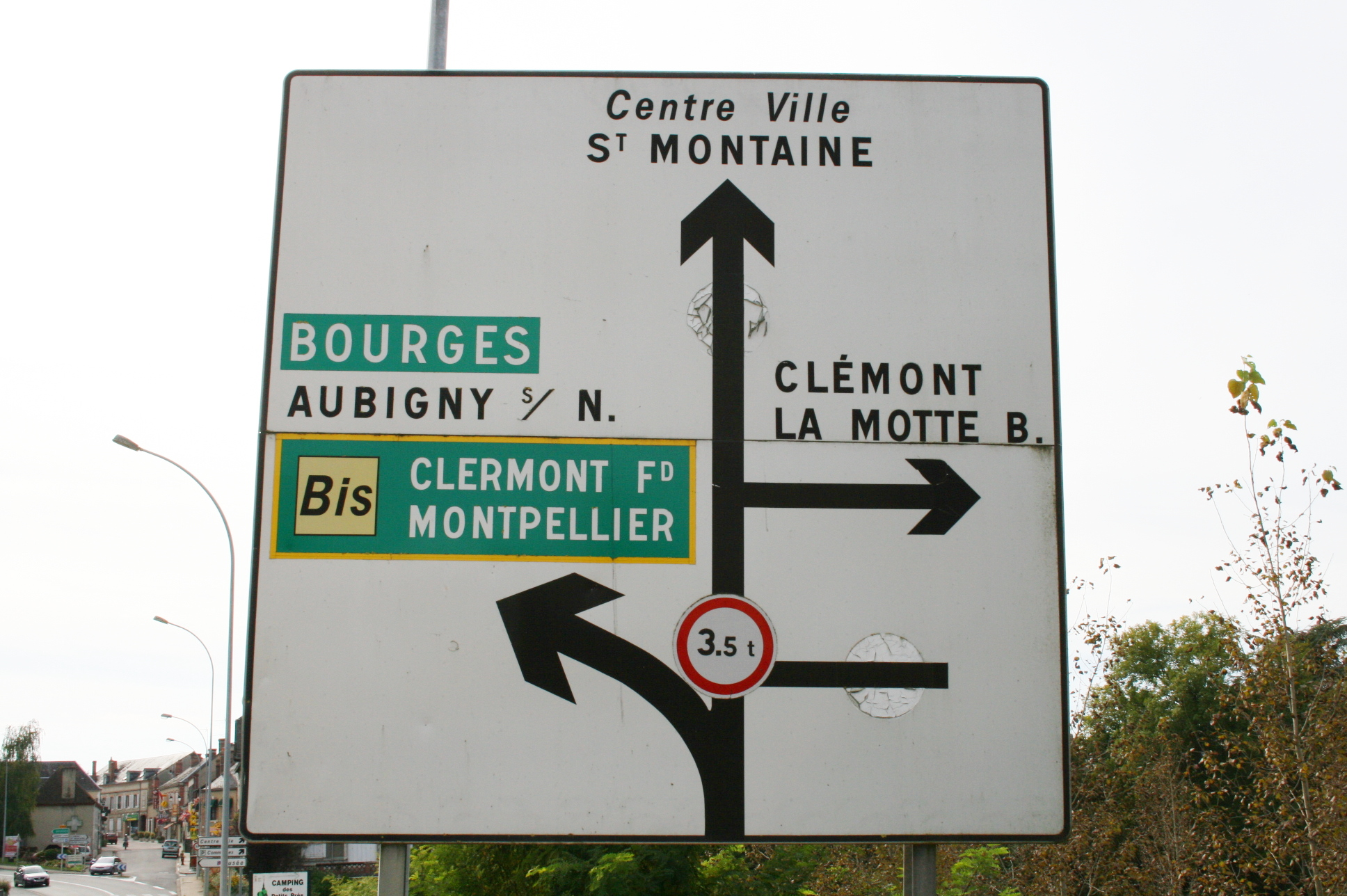
Panneau D42a

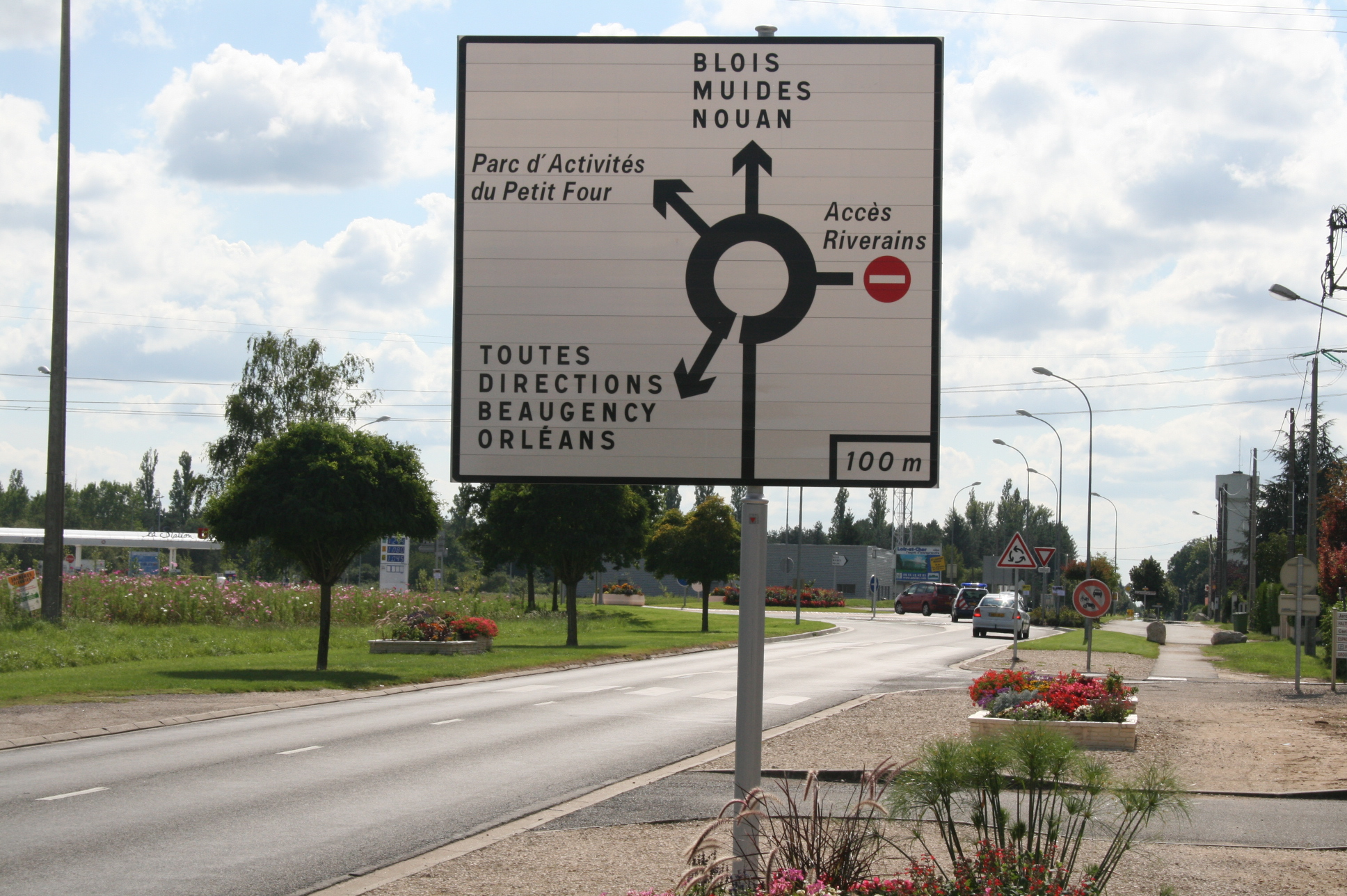
Panneau D42b

## Histoire
La circulaire n°82-31 du 22 mars 1982 relative à la signalisation de direction bien qu'ancienne est toujours en vigueur. Elle n'a été modifiée que quatre fois par les textes suivants : 
- circulaire interministérielle n° 84.26 du 11 avril 1984 définissant l'emploi des revêtements rétroréfléchissants de classe II sur les panneaux de direction,
- circulaire n° 84.71 du 2 novembre 1984 : Règle portant sur la couleur de fond des panneaux diagrammatiques D42 et créant un panneau diagrammatique D42b relatif aux carrefours giratoires qui sont apparus avec l’arrêté du 16 février 1984,
- lettre-circulaire n° 85.280 du 29 août 1985 modifiant les règles de signalisation de direction sur le réseau autoroutier,
- circulaire interministérielle n° 93.92 du 19 janvier 1994 : Conditions d'utilisation de nouveau symbole d'identification des échangeurs, définition et caractéristiques des symboles SE1b et SE2b, procédure de modification de la numérotation des échangeurs existants.

## Types de panneaux

### Panneau diagrammatique D42a
Le panneau diagrammatique D42a est réservé à la présignalisation des carrefours complexes comportant plusieurs branches. 
Il est rectangulaire et comporte à l'extrémité de chaque branche une flèche et l'indication des mentions atteintes dans la direction signalée. Le mouvement principal est représenté par un trait plus large.
La distance du carrefour est indiquée en bas du panneau, à gauche ou à droite.

### Panneau diagrammatique D42b
Le panneau diagrammatique D42b est réservé à la présignalisation des carrefours giratoires.  Il est rectangulaire et comporte un anneau représentant le giratoire.
La distance du carrefour est indiquée en bas du panneau, à gauche ou à droite.

## Couleur du fond

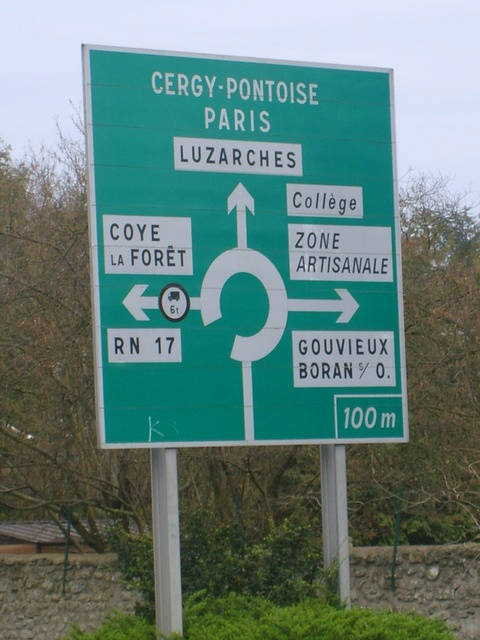
Ancien panneau D42b vert.

Ce panneau peut être à fond blanc, vert ou jaune. Il peut comporter un ou plusieurs encarts dans lesquels sont indiquées des mentions signalées par ailleurs dans une couleur différente du fond dudit-panneau.
L’instruction de 1982 prévoyait que lorsqu'il n'était pas nécessaire de dédoubler la présignalisation, les panneaux D 42 devaient être à fond vert sur les itinéraires « verts » et à fond blanc sur les itinéraires « blancs ».
Après usage, le Ministère a jugé que, dans le cas des panneaux D 42 à fond vert, la lisibilité des mentions « blanches », inscrites dans un encart blanc, primait, du fait de l'effet de contraste de l'encart sur le fond, sur la lisibilité des mentions vertes qui s'en trouvait dès lors affectée.
Par contre, dans le cas des panneaux D 42 à fond blanc, la lisibilité des mentions « vertes », inscrites dans un encart vert, attire l'attention des usagers, la lisibilité des mentions « blanches » restant cependant très satisfaisante. 
Il a donc été décidé d'adopter  avec la circulaire du 2 novembre 1994  la règle nouvelle suivante :
- un fond de couleur blanche pour tous les panneaux diagrammatiques D 42 comportant simultanément des mentions vertes ou bleues et des mentions blanches,

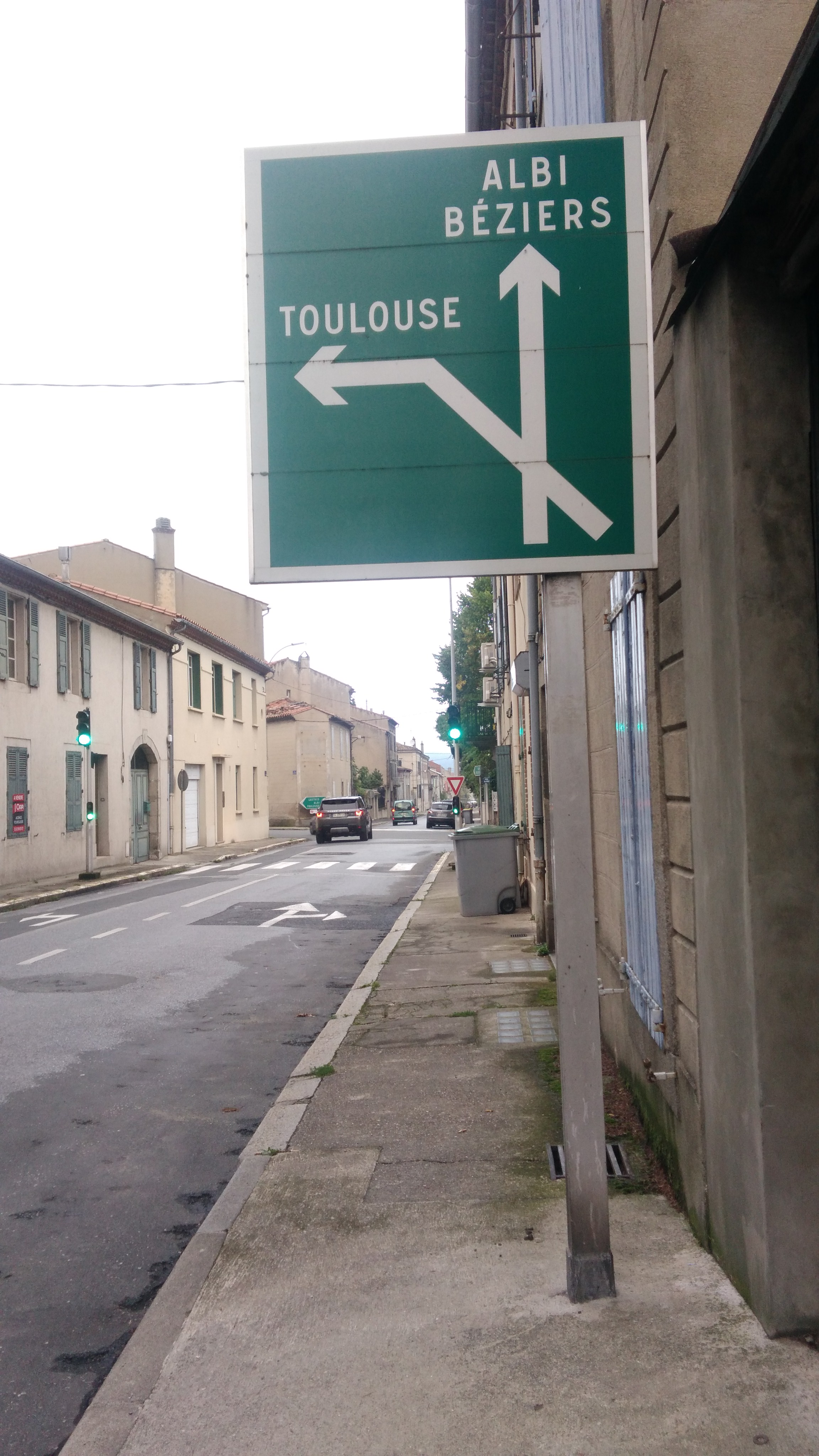
Panneau directionnel fond vert

- Panneau directionnel fond vertun fond de couleur vert lorsque ne figurent que des mentions vertes.

Les panneaux D 42 déjà posés, ne répondant pas à la mesure exposée ci-dessus, devaient être modifiés au fur et à mesure de leur remplacement. Vingt-cinq ans après il n’est pas rare de rencontrer encore des panneaux D42 dédoublés : l’un à fond blanc, l’autre à fond vert.

## Implantation du panneau
Les panneaux de signalisation de direction doivent correctement être perçus par les usagers qui doivent donc les voir suffisamment tôt et de manière perceptible. Ainsi l'implantation des panneaux de présignalisation D42 dépend de la vitesse pratiquée par les véhicules, à l’instar de l’ensemble des autres panneaux directionnels.

### Panneau D42a
Ce panneau est implanté à environ 5 secondes de parcours en amont du point où l'usager effectue sa manœuvre.
Dans le cas le plus courant, à savoir route départementale bidirectionnelle limitée à 90 km/h, la distance d’implantation est de 120 à 150 mètres.
Aucun panonceau n'affiche la distance précise  entre de l'implantation du panneau et le carrefour à sens giratoire.

### Panneau D42b
Le cas du panneau d’annonce de giratoire est différent des autres panneaux de présignalisation puisqu’un panneau de priorité AB25 annonçant le carrefour giratoire doit être placé entre lui et le carrefour. Ainsi sa distance d’implantation en rase campagne est-elle comprise entre 150 et 200 mètres.
La photo donnée en exemple indique une distance de 100 mètres car le panneau est situé en milieu urbain.

## Bêtisier

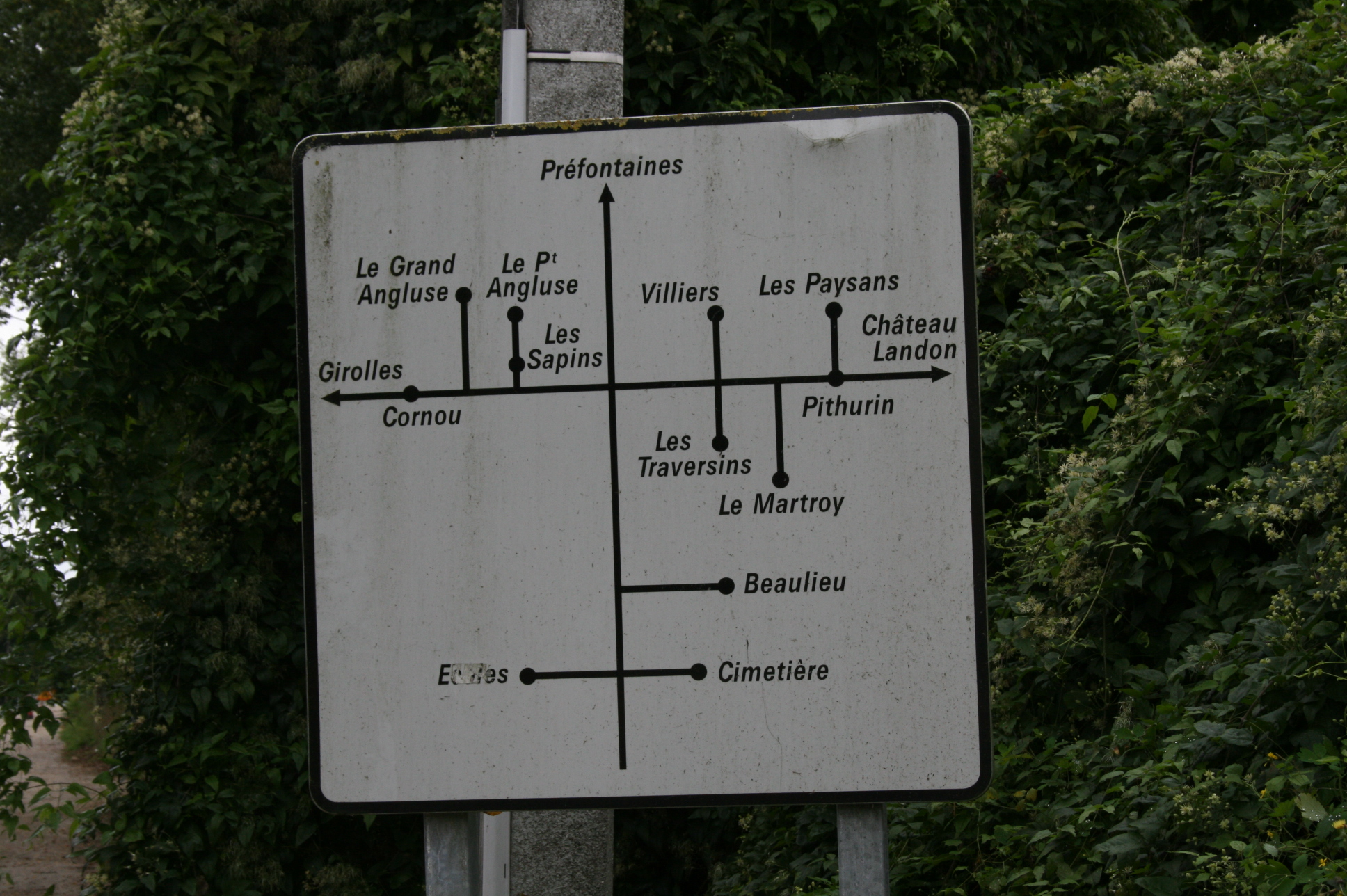
Panneau non normé photographié en 2007 dans le Loiret.

On peut rencontrer de multiples anomalies sur la signalisation du réseau routier français, ce qui contribue à le discréditer et complique la conduite des usagers, alors qu'elle est censée la faciliter.
- Le panneau ci-contre est écrit en lettres minuscules, en dehors de toute norme. Pour le lire, l'usager est contraint... de s'arrêter !

## Sources
- Circulaire n°82-31 du 22 mars 1982 relative à la signalisation de Direction.
- Norme NF P 98-532-4 - Caractéristiques typologiques des panneaux directionnels - juin 1991
- [PDF] equipementsdelaroute.equipement.gouv.fr